# Гренон, Николя
Гренон, Николя (фр. Nicolas Grenon; между 1375 и 1385 — 17 октября 1456, Камбре) — французский композитор, певчий и музыкальный педагог.

## Биография

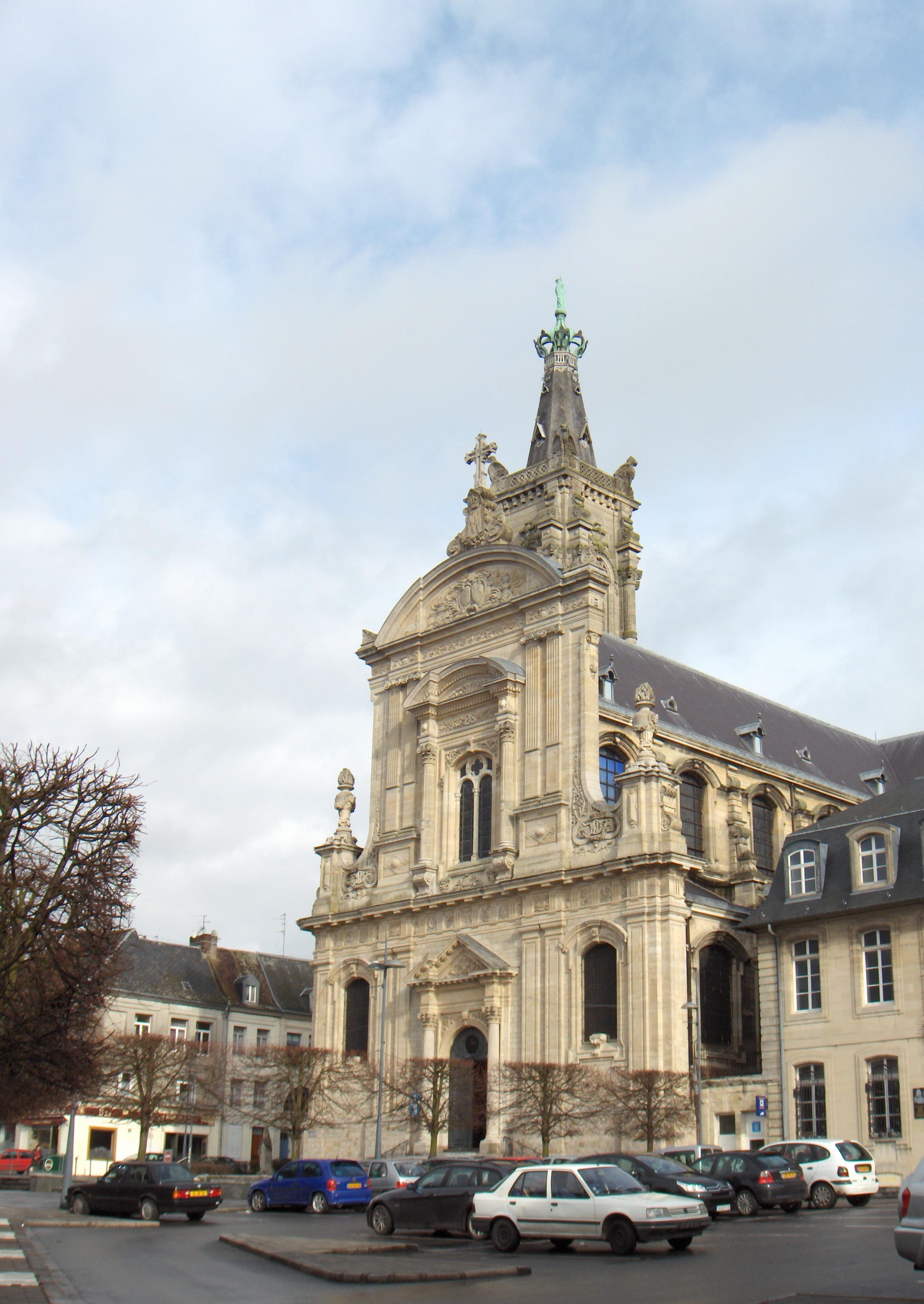
Кафедральный собор в Камбре

Николя Гренон впервые упоминается в 1385 году как музыкант при дворе Филиппа II Смелого в Дижоне. Он, как считается, начал свою карьеру каноника и клирика в кафедральном соборе Нотр-Дам в Париже в 1399 году, после смерти своего брата Жана Гренона унаследовав ту же позицию в соборе св. Сепульхры. Там в 1401 году он стал иподиаконом (субдиаконом), впоследствии диаконом.
В 1403 году он покинул Париж и перебрался в Лаон (Пикардия), в кафедральном соборе которого занимал до 25 мая 1407 года должность magister puerorum (руководителя хора), а в 1408 году — в Камбре, где в течение года был преподавателем нотной грамоты в местном соборе и пел в качестве petit vicair в его хоре.
В июле 1409 года он занял должность magister puerorum в Сент-Шапель в Бурже, перейдя, однако, 1 августа 1412 года на ту же должность к герцогу Бургундии Жану Бесстрашному. В его обязанности входило заботиться о благополучии певчих и преподавать им музыку. После смерти герцога (10 сентября 1419 года) Гренон покинул бургундский двор, вновь отправившись в Камбре, где находился с 1421 по 1424 года.
С певцом Жилем Фланнелем и четырьмя певчими Гренон в 1425 году прибыл через Болонью в Рим по приглашению папы Мартина V и стал magister puerorum при Папском дворе. В течение этого времени (в 1424—1425 годах) он был «заочным» каноником собора св. Донатьена в Брюгге.
В 1427 году Гренон возвратился в Камбре. В поисках средств к существованию он 7 февраля 1426 года стал каноником в соборе Камбре. Здесь он повстречал Гийома Дюфаи, одного из значительных композиторов его времени; их, как считается, связывала не только совместная работа (они занимались переделкой литургического канона собора), но и дружба. 19 мая 1429 года Гренон представил примеры сочинений Дюфаи главе Камбре и с 1436 года был прокуратором Дюфаи, как того требовали сан и должность каноника в соборе.
Будучи каноником, Гренон занимал ряд различных должностей. С 1437 по 1442 года он был начальником petits vicaires. В 1439/1440 отчётном году ему платили за пение 10 parvum requiem. В 1442/1443 отчётном году он выступил в качестве автора и записал различные композиции в нотные книги хора.
С 1445 года он был соседом Дюфаи на Rue de l’Ècu d’or, напротив булочной. В 1446 году Гренон приобрёл дом для Симона де Бретона, который находился в то время в Бургундии. В 1447 году глава города дважды попросил его выгнать некую Жанну Русселл из его дома, которую Гренон принял к себе поварихой, несмотря на её дурную репутацию. Гренон повиновался и уволил Жанну, которая уже скоро была принята, однако, Симоном Мелье, что привело к временному заключению Мелье в карцер. Когда Филипп Добрый в 1449 году прибыл в Камбре, Гренон принимал его в соборе и в церкви Сен-Жери.
17 октября 1456 года Гренон умер. Его отпевание состоялось в соборе 19 октября, днём позже он был погребён там же. Его могила находилась перед изображением святой Агнессы под соборными часами. Её бронзовая пластина сохранилась до XVIII века.

## Музыка
Музыка Гренона несёт на себе отпечаток средневековой традиции и в то же время характерна для раннего Возрождения; несмотря на то, что из его творческого наследия сохранилось не так много работ, он считается одним из самых значительных французских композиторов начала XV века. В своих мотетах он использовал изоритмическую технику, отличающую их от сочинений Дюфаи. Известно, что Гренон сочинял мессы, однако ни одна из них не сохранилась целиком. Помимо церковной музыки он сочинял светские баллады и рондо́, особенно популярной у современников была его баллада Je ne requier de ma dame.